# エリック・ロビンソン
エリック・L・ロビンソン（Eric L. Robinson, 1963年8月19日 - ）は、アメリカ合衆国出身のビジネスマン、タレント。

## 略歴
1963年、米国ミシガン州デトロイトに生まれる。13歳で高校へ進学し16歳で大学へ進んだ後、自国の奉仕の為17歳で米国海兵隊に入隊する。米国海兵隊情報部にて尋問官及び情報アナリストとして12年に渡り任務を務めた。退役後貿易会社を設立し、日本においてビジネスの傍らタレントとして活躍。その他企業向けにビジネス英語研修（プレゼンテーションと交渉術）を行った。
1999年1月よりウェブサイト「Black Tokyo」 を運営しており、フリーライターとして政治経済など様々な記事を投稿。これまでにCNN, BBC, News Week, Japan Times, France 24, Huffington Post, ガーディアンなど世界中のメディアから取材を受けた。「Black Tokyo ツイッター」は多くの著名人にフォローされており、映画監督で脚本家のエイヴァ・デュヴァーネイや元アメリカ合衆国大統領のバラク・オバマもフォロワーの一人である。
2001年、さんまのSUPERからくりTV「セインのファニエスト外語学院」にて日本語を学ぶ外国人学生「エリック」として一躍お茶の間の人気者に。
2006年、カリフォルニア州モントレーに移住し、海軍大学院で修士号を取得。国防総省語学学校教授として10年間勤めた。2010年、YouTubeにアカウント「Black Tokyo」を開設。なお米国に居る間、YouTube上にアップされた「セインのファニエスト外語学院」が中高生の間で話題となり、ソーシャルメディア内で拡散された。
2016年に日本に帰国した。

## 学歴
- 海軍大学院 (国家安全保障修士号) M.A. in Security Studies (Far East, Southeast Asia, and the Pacific)
- 海兵隊士官学校
- ニューヨーク州立大学 (理学士号)
- 延世大学校
- 米国陸軍情報センター (USAICS)
- 国防総省外国語学校 (韓国語学部)
- Cass Technical High School, デトロイト、ミシガン州

## 出演

### テレビ
- さんまのからくりTV「セインのファニエスト外語学院 (2002-2003年)
- 笑っていいとも (2004年)
- SMAP×SMAP (2000年)
- BISTRO SMAP
- うたばん (2000年)
- 笑う犬の冒険 (2000年)
- ナースのお仕事 (2000年)
- ヤミスキ (2000年)
- 学校へ行こう！(2000年)
- 100％キャイーン(2000年)
- サンデージャポン(2023年)
- オーマイゴッド　私だけの神様、教えます(2024年)

### CM
- パチンコ コンコルド (2003年)
- 任天堂 ドカポン (2003年)
- NTT ドコモ 九州 (2003年)
- CD ダルマに目を入れて（2004年9月1日）
- シャルムンメガネ

### 映画
- RETURNER (リターナー) (2002年)

### インタビュー
- Eye-Ai（あいあい） 2016年9月号, Interview Eye
- Eye-Ai（あいあい） 2016年7月号, Interview Eye
- Eye-Ai（あいあい） 2016年5月号, Interview Eye
- Eric Robinson, Black Tokyo. Ricardo Bilton, Japan Times, March 25, 2009
- Eric Robinson - Japan & Black Tokyo. BlackExpat.com

### 印刷とテレビ
- Japan Times: BLM Tokyo continues the conversation on race with webinar series, 2020
- Metropolis Japan: BLMTokyo I RealTalk. Webinar Series, 2020
- Tokyo Weekender: BLMTokyo│RealTalk. Webinar Series Episode #2, 2020
- Filling the void: Disseminating ‘blackness’ in Japan, Japan TImes, 2017
- Lawmaker draws rebuke, silence after describing Obama as ‘slave descendant.’ Tomohiro Osaki, Japan Times, 2016.
- A Half-Black Japanese Beauty Queen Is Raising Eyebrows-But Will She Change Minds? Taylor Wofford, Newsweek, 2015.
- Let the SDF Deploy Overseas, Eric L. Robinson, Japan Times
- Monkey advert 'resembling' Obama is pulled in Japan, The Guardian (United Kingdom)
- Mobile Phone Monkey Business: A Japanese Primate Plays Obama. Earnest Harris, The Huffington Post, 2008
- Is it racist? France 24 News
- Clam Magazine

### 学術出版物
- 翻訳の喪失：日本における米軍と犯罪　Lost in Translation: U.S. Forces and Crime in Japan. Naval Postgraduate School, Eric L. Robinson, 2015.
- 展開、基地、および移動中の米軍：人種と性別による日本と自己の想像　Deployment, Bases, and the US Military in Movement: Imagining Japan and the Self Through Race & Sex. University of California, Berkeley; Center for Race and Gender
- 東アジアにおけるアフロアジア人の周縁化：グローバル化とサブカルチャーとハイブリッドアイデンティティの創造。The Marginalization of Afro-Asians in East Asia: Globalization and the Creation of Subculture and Hybrid Identity, ”Sierra Reicheneker, Pepperdine University, 2011.

### その他の参考文献
- Washington Post
- CNN Political Blog
- CNN News
- ABC News
- The Daily Kos
- Boing Boing
- Yahoo! News
- Sankei Shimbun
- Nippon Press Network
- Gizmodo
- AskMen.com
- Reuters